# Az utolsó ház balra (film, 2009)
Az utolsó ház balra (eredeti cím: The Last House on the Left) 2009-ben bemutatott amerikai horrorfilm, melyet  Carl Ellsworth és Adam Alleca forgatókönyvéből Dennis Iliadis rendezett. Wes Craven 1972-es azonos című filmjének feldolgozása. A főbb szerepekben Tony Goldwyn, Monica Potter, Garret Dillahunt, Aaron Paul, Spencer Treat Clark, Martha MacIsaac és Sara Paxton látható.
A történet a Collingwood-házaspárról szól, akiknek a lányát korábban megtámadta és bántalmazta egy banda. A támadók éppen a szülők otthonában keresnek menedéket, akik bosszút esküsznek ellenük.
Az Amerikai Egyesült Államokban 2009. március 13-án mutatták be, Magyarországon június 18-án került a mozikba az UIP Duna forgalmazásában.

## Cselekmény
Miután Emma (Monica Potter), John Collingwood (Tony Goldwyn) és a lányuk, Mari (Sara Paxton) elintézik ügyeiket, elmennek nyaralni egy elhagyatott helyen fekvő tóparti házba. Nem sokkal ezután, Mari elkéri szüleitől a családi autót és elmegy a városba, hogy egy kis időt együtt legyen legjobb barátnőjével, Paige-el (Martha MacIsaac); Paige pénztárosként dolgozik az egyik helyi boltban, aki Marivel együtt találkozik egy Justin (Spencer Treat Clark) nevű helyi tinédzserrel a városból, aki felkéri mindkettejüket, hogy jöjjenek el a szálloda-i szobájában, ahol lakik és szívjanak marihuánát. Amíg a három fiatal a szobában gubbaszt, Justin családtagjai közben megjönnek: Justin apja, Krug (Garret Dillahunt), Justin nagybátyja, Francis (Aaron Paul) és Sadie (Riki Lindhome), Krug barátnője.
Krug megmutatja Justinnak a helyi újságot, amelyben Krug és Sadie képe van az első oldalon, azt olvassák, hogy Sadie és Francis nekirontott a Krug-ot szállító rendőrségi autónak, majd megöltek két tisztet a kiszabadításuk során. Abban a hitben, hogy túl veszélyes a helyzet, Paige és Mari el akar menni a helységből, de a banda elrabolja őket, és használják Mari autóját, hogy elhagyják a várost. Amíg Krug keresi az autópályát, Marinek sikerül meggyőznie, hogy egy olyan úton menjen, amely elvezeti őket a tóparti házhoz; Mari megpróbál kiugrani a járműből, de a hátsó ülésen bekövetkező civakodás során néhányan megsérülnek, miközben Krug neki hajt egy fának. A csalódott Mari megpróbált menekülni, de Sadie és Francis elveri őt, amiért ezt tette. Krug megpróbálja tanítani Justint, hogy hogyan legyen férfi arra kényszerítve, hogy megsimogassa Mari melleit. Paige sértő szavakat kezd rá mondani, hogy hagyja abba; Válaszul Krug és Francis többszörösen leszúrja őt, és Mari figyeli ahogy elvérzik. Krug, ezután megerőszakolja Marit. Amikor végzett, Marinek még van annyi ereje, hogy elmeneküljön a csapattól. A közeli tóba megy, és azt hiszi, hogy biztonságosan elúszhat. Amikor elég messzire elúszott, Krug háton lövi, így a teste a tó felszínén lebeg.
A vihar arra kényszeríti Krugot és bandáját, hogy menedéket keressenek Johnnál és Emmánál, akiknek a háza közelében vannak. Justin hamarosan észreveszi, hogy Mari szüleinél vannak, és szándékosan ott hagyja Mari nyakláncát a pulton, hogy figyelmeztesse őket a lányukról. Amikor John és Emma megtalálja Marit már szinte alig élni a verandán, látják rajta hogy háton lőtték és brutálisan megerőszakolták. A pulton lévő nyakláncot is megtalálják, ekkor rájönnek, hogy az emberek, akik ezt tettél Marivel, a házban vannak. Ahogy próbálják megtalálni a kulcsot a hajóhoz, hogy elvigyék Marit a kórházba, úgy döntenek, hogy előtte bosszút állnak a felelősökön. Amikor Francis átjön a vendégházból, látja a sebesült Marit a kis asztalon heverni. John és Emma végez vele, ezután a pár átmegy Krughoz és Sadiehez, de Justint látják Krug fegyverével; Justin odaadja a pisztolyt Johnnak, hogy ölje meg Krugot. Sadie felébred és félbeszakítja az eseményt, így Krug elmenekül a pár elől: Rögtön rájön, hogy ők Mari szülei. Miután Emma fejbe lövi Sadiet, John pedig Krug után siet. Emma, John és Justin összefogva kiütik Krugot. Krug mikor magához tér, arra lesz figyelmes, hogy John nyaktól lefelé megbénította, és hagyja hogy meghaljon, amikor a fejét egy működő mikrohullámú sütőbe teszi, melynek hatására szétrobban a feje. A film végén Emma, John, Mari és Justin elmennek a csónakkal, az egyik helyi kórházba.

## Szereplők
| Színész             | Szerep           | Magyar hang       |
| ------------------- | ---------------- | ----------------- |
| Sara Paxton         | Mari Collingwood | Molnár Ilona      |
| Tony Goldwyn        | John Collingwood | Kárpáti Levente   |
| Monica Potter       | Emma Collingwood | Mezei Kitty       |
| Garret Dillahunt    | Krug             | Seder Gábor       |
| Aaron Paul          | Francis          | Karácsonyi Zoltán |
| Spencer Treat Clark | Justin           | Czető Roland      |
| Martha MacIsaac     | Paige            | Szabó Zselyke     |
| Michael Bowen       | Morton           | Kajtár Róbert     |

## Fordítás
- Ez a szócikk részben vagy egészben  a   The Last House on the Left (2009 film) című angol Wikipédia-szócikk fordításán alapul.  Az eredeti cikk szerkesztőit annak laptörténete sorolja fel. Ez a jelzés csupán a megfogalmazás eredetét és a szerzői jogokat jelzi, nem szolgál a cikkben szereplő információk forrásmegjelöléseként.